# Championnat de Suisse de football 1938-1939
Navigation
Édition précédente Édition suivante
La 42e édition du championnat de Suisse de football est remportée par le Grasshopper-Club Zurich pour la dixième fois de son histoire.
Le FC Granges termine deuxième. Le FC Lugano complète le podium. 
Le système de promotion/relégation reste en place: descente automatique sans matchs de barrage pour le dernier de première division et montée par match de barrage pour les premiers des deux groupes de deuxième division. Le FC Bâle descend en deuxième division. Il est remplacé pour la saison 1939-1940 par le FC Saint-Gall.
Josef Artimovics, joueur du FC Granges finit meilleur buteur du championnat avec 15 buts.

## Les clubs de l'édition 1938-1939
| Club                    | Ville             |
| ----------------------- | ----------------- |
| BSC Young Boys          | Berne             |
| Grasshopper-Club Zurich | Zurich            |
| FC Bâle                 | Bâle              |
| FC Biel-Bienne          | Bienne            |
| FC Granges              | Granges           |
| FC La Chaux-de-Fonds    | La Chaux-de-Fonds |
| FC Lucerne              | Lucerne           |
| FC Lugano               | Lugano            |
| FC Nordstern Bâle       | Bâle              |
| Lausanne-Sports         | Lausanne          |
| Servette FC             | Genève            |
| Young Fellows Zurich    | Zurich            |

## Compétition

### Classement
Le classement est établi sur le barème de points classique (victoire à 2 points, match nul à 1, défaite à 0).
| Rang | Équipe                  | Pts | J  | G  | N | P  | Bp | Bc | Diff |
| ---- | ----------------------- | --- | -- | -- | - | -- | -- | -- | ---- |
| 1    | Grasshopper-Club Zurich | 31  | 22 | 12 | 7 | 3  | 34 | 20 | +14  |
| 2    | FC Granges              | 27  | 22 | 10 | 7 | 5  | 38 | 30 | +8   |
| 3    | FC Lugano               | 27  | 22 | 11 | 5 | 6  | 29 | 23 | +6   |
| 4    | Servette FC             | 26  | 22 | 11 | 4 | 7  | 43 | 28 | +15  |
| 5    | FC Nordstern Bâle       | 23  | 22 | 8  | 7 | 7  | 29 | 24 | +5   |
| 6    | Lausanne-Sports         | 22  | 22 | 8  | 6 | 8  | 34 | 28 | +6   |
| 7    | FC La Chaux-de-Fonds    | 22  | 22 | 9  | 4 | 9  | 29 | 41 | -12  |
| 8    | FC Lucerne              | 19  | 22 | 7  | 5 | 10 | 42 | 45 | -3   |
| 9    | Young Fellows Zurich    | 18  | 22 | 6  | 6 | 10 | 29 | 31 | -2   |
| 10   | BSC Young Boys          | 17  | 22 | 4  | 9 | 9  | 22 | 35 | -13  |
| 11   | FC Biel-Bienne          | 17  | 22 | 4  | 9 | 9  | 22 | 39 | -17  |
| 12   | FC Bâle                 | 15  | 22 | 5  | 5 | 12 | 29 | 36 | -7   |

|  | Champion de Suisse |
|  | Relégation         |

## Bilan de la saison
| Tableau d'Honneur                 |                         |
| Compétition                       | Vainqueur               |
| Championnat de Suisse de football | Grasshopper-Club Zurich |
| Coupe de Suisse de football       | Lausanne-Sports         |

| Promotions et relégations |               |
| Promus                    | FC Saint-Gall |
| Relégués                  | FC Bâle       |

## Statistiques

### Meilleur buteur
- Josef Artimovics, FC Granges, 15 buts